# NGC 19
Az NGC 19 egy spirálgalaxis a Andromeda (Androméda) csillagképben.

## Felfedezése
Az NGC 19 galaxist Lewis A. Swift fedezte fel 1885. szeptember 20-án.

## Tudományos adatok
A galaxis 4788 km/s sebességgel távolodik tőlünk.